# Hydraena scolops
Hydraena scolops är en skalbaggsart som beskrevs av Perkins 1980. Hydraena scolops ingår i släktet Hydraena och familjen vattenbrynsbaggar. Inga underarter finns listade i Catalogue of Life.